# Bunk'Art 1
Il Bunk'art 1 è un museo a Tirana ricavato da un bunker antiatomico originariamente fatto costruire dal presidente Enver Hoxha sotto il regime socialista albanese. Fu aperto per la prima volta nel novembre 2014.

## Storia
Il Bunk'art 1 venne originariamente costruito negli anni 1970 come rifugio antiatomico per Enver Hoxha e i principali dirigenti del regime socialista albanese. Hoxha era infatti ossessionato dalla possibilità che l'Albania potesse venire attaccata dai paesi confinanti e perciò fece costruire nel paese più di 173 000 bunker difensivi. Fra questi vi era il bunker destinato a Hoxha, ai membri del politburo e dell'assemblea del popolo, e alle persone chiave delle forze armate. Conosciuto solo con il nome in codice 0774 e costruito in assoluta segretezza nei pressi del monte Dajt, il bunker contiene 300 stanze distribuite in cinque piani sotterranei, per un totale di tremila metri quadri. Dopo la caduta del regime socialista, il bunker venne utilizzato per l'ultima volta nel 1999 e poi riadattato a museo nel novembre 2014 per iniziativa del giornalista Carlo Bollino. Inizialmente aperto solo per un mese, rimase poi aperto regolarmente come museo.

## Museo

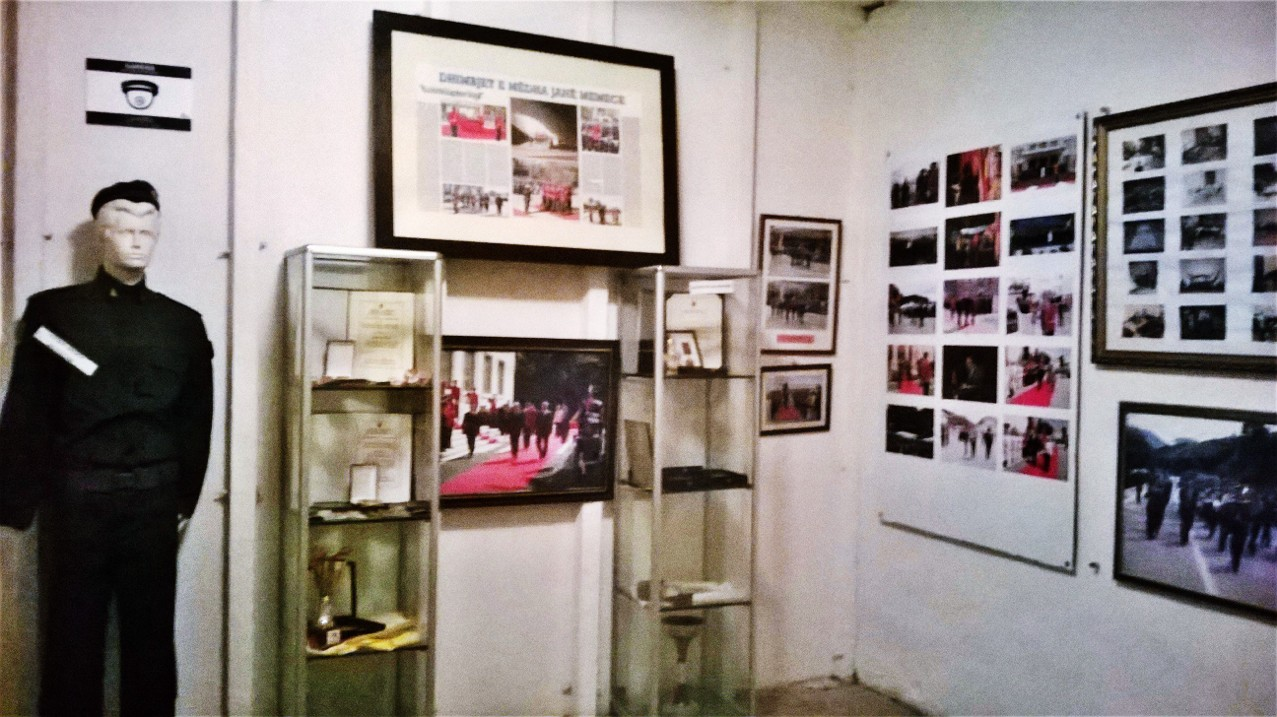
Interno del museo

Il museo contiene alcuni degli oggetti del bunker originale e delle descrizioni sul suo funzionamento.  Fra le sale principali vi sono quella destinata ai membri dell'assemblea del popolo, che doveva fungere da vero e proprio parlamento, e le stanze private di Hoxha e altri membri del regime. Altre stanze sono state invece allestite con opere d'arte o con descrizioni della storia albanese. Il museo ospita anche eventi culturali come esposizioni, concerti e rappresentazioni teatrali.